# Гребінківська селищна рада
Гребі́нківська се́лищна ра́да — адміністративно-територіальна одиниця та орган місцевого самоврядування в Васильківському районі Київської області. Адміністративний центр — селище міського типу Гребінки.

## Загальні відомості
- Територія ради: 45,544 км²
- Населення ради: 5730 осіб (станом на 2015 рік)[1]
- Територією ради протікає річка Протока
- Найбільший природний проточний ставок Київщини

## Населені пункти
Селищній раді підпорядковані населені пункти:
- смт Гребінки
- с Черниші

## Склад ради
Рада складається з 30 депутатів та голови.
- Голова ради: Засуха Роман Валерійович

### Керівний склад попередніх скликань
| Прізвище, ім'я, по батькові  | Основні відомості                                                           | Дата обрання | Дата звільнення |
| ---------------------------- | --------------------------------------------------------------------------- | ------------ | --------------- |
| Тромса Ігор Федорович        | Селищний голова, 1945 року народження, член Соціалістичної партії України   | 26.03.2006   | 31.10.2010      |
| Збаращенко Наталія Сергіївна | Селищний голова, 1960 року народження, освіта вища, член Партії регіонів    | 31.10.2010   | 17.11.2020      |
| Засуха Роман Валерійович     | Селищний голова, 1979 року народдення, освіта вища, член партії Батьківщина | 17.11.2020   |                 |

Примітка: таблиця складена за даними сайту Верховної Ради України

### Депутати
За результатами місцевих виборів 2010 року депутатами ради стали:

#### За суб'єктами висування
| Суб'єкт висування              | Кількість обраних депутатів | %    |
| ------------------------------ | --------------------------- | ---- |
| Партія регіонів                | 15                          | 50   |
| Самовисування                  | 11                          | 36,7 |
| Партія відродження села        | 2                           | 6,7  |
| Політична партія «За Україну!» | 1                           | 3,3  |
| Політична партія «Зелені»      | 1                           | 3,3  |

#### За округами
| № округу                       | Прізвище, ім'я, по батькові        | Дата визнання обраним | Освіта             | Партійна приналежність                                | Відомості про обраного депутата                                            |
| ------------------------------ | ---------------------------------- | --------------------- | ------------------ | ----------------------------------------------------- | -------------------------------------------------------------------------- |
| Партія відродження села        |                                    |                       |                    |                                                       |                                                                            |
| 13                             | Калініченко Оксана Олександрівна   | 02.11.2010            | вища               | член Партії відродження села                          | Бак лабораторія ДЗ «Васильків-ська рай СЕС», бактеріолог                   |
| 20                             | Кузьменко Ольга Володимирівна      | 02.11.2010            | середня спеціальна | член Партії відродження села                          | тимчасово не працює                                                        |
| Партія регіонів                |                                    |                       |                    |                                                       |                                                                            |
| 1                              | Бондаренко Антоніна Іванівна       | 02.11.2010            | середня спеціальна | член Партії регіонів                                  | ДП ДГ «Саливонківське», головний бухгалтер                                 |
| 3                              | Вангородська Людмила Олександрівна | 02.11.2010            | середня спеціальна | член Партії регіонів                                  | ВАТ «Саливонківський цукровий завод», бухгалтер                            |
| 5                              | Грицай Наталія В'ячеславівна       | 02.11.2010            | середня            | член Партії регіонів                                  | ВАТ «Цукропроммеханізація», бухгалтер                                      |
| 6                              | Дудник Павло Віталійович           | 02.11.2010            | середня            | член Партії регіонів                                  | тимчасово не працює                                                        |
| 7                              | Желяк Сергій Сергійович            | 02.11.2010            | незакінчена вища   | член Партії регіонів                                  | ТОВ «Арай Україна ЛТД», керівник відділу логістики та складу               |
| 8                              | Захарова Людмила Василівна         | 02.11.2010            | вища               | член Партії регіонів                                  | Гребінківська районна гімназія, вчитель англійської мови                   |
| 9                              | Зверова Тетяна Михайлівна          | 02.11.2010            | середня спеціальна | член Партії регіонів                                  | Гребінківська філія УПСЗН Васильківської РДА, інспектор                    |
| 10                             | Зубченко Юлія Вікторівна           | 02.11.2010            | вища               | член Партії регіонів                                  | НД ККФ «Конкорд — ГЕЙ», юрист                                              |
| 14                             | Ковальчук Валентина Михайлівна     | 02.11.2010            | вища               | член Партії регіонів                                  | Гребінківська загальноосвітня школа І-ІІІ ст., директор                    |
| 15                             | Корнієнко Іван Лукіч               | 02.11.2010            | середня спеціальна | член Партії регіонів                                  | пенсіонер                                                                  |
| 18                             | Кузьменко Людмила Михайлівна       | 02.11.2010            | вища               | член Партії регіонів                                  | Гребінківська загальноосвітня школа І-ІІІ ст., заступник директора         |
| 19                             | Кузьменко Світлана Анастасіївна    | 02.11.2010            | вища               | член Партії регіонів                                  | Гребінківська районна гімназія, заступник директор                         |
| 25                             | Сіленко Володимир Миколайович      | 02.11.2010            | середня спеціальна | член Партії регіонів                                  | пенсіонер                                                                  |
| 26                             | Сіленко Сергій Юрійович            | 02.11.2010            | вища               | член Партії регіонів                                  | Дистриб'ютерська компанія «Аваттрейд», торговельний агент                  |
| 30                             | Яковенко Тетяна Володимирівна      | 02.11.2010            | вища               | позапартійна                                          | Гребінківська загальноосвітня школа І-ІІІ ст., вчитель хімії               |
| Політична партія «За Україну!» |                                    |                       |                    |                                                       |                                                                            |
| 16                             | Корнієнко Микола Миколайович       | 02.11.2010            | вища               | член Політичної партії «За Україну!»                  | Саливонківська загальноосвітня школа І-ІІІ ст., вчитель трудового навчання |
| Політична партія «Зелені»      |                                    |                       |                    |                                                       |                                                                            |
| 11                             | Іванова Наталія Михайлівна         | 02.11.2010            | вища               | член Політичної партії «Зелені»                       | тимчасово не працює                                                        |
| Самовисування                  |                                    |                       |                    |                                                       |                                                                            |
| 2                              | Бурковська Антоніна Володимирівна  | 02.11.2010            | середня спеціальна | член Соціал-демократичної партії України (об'єднаної) | Гребінківська загальноосвітня школа І-ІІІ ст., повар                       |
| 4                              | Волошин Віктор Миколайович         | 02.11.2010            | вища               | член Соціал-демократичної партії України (об'єднаної) | Гребінківське об'єднання громадського харчування, директор                 |
| 12                             | Каленський В'ячеслав Олександрович | 02.11.2010            | вища               | позапартійний                                         | пенсіонер                                                                  |
| 17                             | Красовська Олена Іванівна          | 02.11.2010            | середня спеціальна | позапартійна                                          | ВАТ Саливонківський цукровий завод, начальник відділу кадрів               |
| 21                             | Ляшок Ірина Анатоліївна            | 02.11.2010            | вища               | член Єдиного Центру                                   | ТОВ «Київський гуртовий ринок», менеджер по адміністративним питанням      |
| 22                             | Мєчта Інеса Сергіївна              | 02.11.2010            | вища               | позапартійна                                          | фізична особа-підприємець                                                  |
| 23                             | Пльондер Олена Артемівна           | 02.11.2010            | вища               | член Партії регіонів                                  | Гребінківська загальноосвітня школа І-ІІІ ст., вчитель математики          |
| 24                             | Робота Станіслав Станіславович     | 02.11.2010            | вища               | позапартійний                                         | тимчасово не працює                                                        |
| 27                             | Сіткарь Тетяна Олексіївна          | 02.11.2010            | вища               | позапартійна                                          | Васильківська ОДПІ, начальник адміністративного господарського відділу     |
| 28                             | Шев'якова Валентина Михайлівна     | 02.11.2010            | вища               | позапартійна                                          | пенсіонер                                                                  |
| 29                             | Шушківська Інна Володимирівна      | 02.11.2010            | середня спеціальна | позапартійна                                          | Гребінківська селищна рада, спеціаліст з питань надання житлових субсидій  |